# Айрин
Бей Джу-хъон (на корейски: 배주현), известна професионално като Айрин (на английски: Irene), е южнокорейска певица, рапърка, телевизионна водеща и модел. Тя е член и лидер на южнокорейската момичешка група „Red Velvet“.

## Живот и кариера

### Ранни години
Айрин е родена на 29 март 1991 г. в Tегу, Южна Корея. Семейството ѝ се състои от нейните родители и по-млада сестра. Тя се присъедини към SM Entertainment през 2009 г. и тренира пет години.
През декември 2013 г. тя е една от членовете на пред-дебютната група на SM Entertainment, SM Rookies, заедно с Lami и сега член на NCT – Jaehyun. Тя се появи и в музикалния клип на песента на Хенри Лау „1-4-3“ няколко месеца преди това.
Различни клипове на Айрин бяха пуснати в YouTube канал на SM Entertainment, единият от които включваше нея и Seulgi танцува на „Be Natural“, песен на групата на SM Entertainment's „S.E.S“.
На 1 август 2014 г. Ирен направи официалния си дебют като член на Red Velvet, като стана лидер на групата. През ноември тя се появява в музикалния клип на сингъла „At Gwanghwamun“ на Kyuhyun.

### Соло кариера
От май 2015 г. до юни 2016 г. Айрин е домакин на музикалното шоу „Music Bank“ с актьора Park Bo-gum. И двамата спечелиха внимание заради своята химия, както и певчески и хостинг умения. Пресата ги нарече едно от най-добрите партньорства в историята на шоуто.
През юли 2016 г. тя прави своя актьорски дебют в уеб драмата „Women at a Game Company“, където играе женската водеща роля. На 14 октомври Айрин става водеща на модното ревю на OnStyle „Laundry Day“. Шоуто се представи премиерно на 22 октомври 2016 г. През същия месец тя става и участник в шоуто KBS „Trick & True“ с Уенди.
Айрин също е одобрена от редица марки на различни продукти. Освен одобренията си с Red Velvet, през 2015 г. тя се превръща в модел за Ivy Club заедно с Exo. През 2016 г. тя се превръща в одобрител на кафе марката „Maxwell House“. През 2017 г. тя стана официален одобрител на програмата „Hyundai Auto Advantage“. На 26 февруари 2018 г. е обявено, че е избрана за модел на марката за контактни лещи Cooper Vision. На 3 май 2018 г. Айрин е сущо обявена за модел на известната витаминна марка Lemona и получи титлата „човешки витамин“. На 9 август 2018 г. тя е обявена за новия ексклузивен модел на Eider за есен / зима от 2018 г. и пролет / лято на 2019 г.

## Любопитно
- Хобитата ѝ са танци, готвене супа от морски водорасли за рождените дни на членовете
- Айрин не яде пиле. „Когато бях малка, се разболях след като ядох пилешко месо. Така че, аз не го ям. ”Когато яде пиле, главата ѝ я боли изключително силно и бледнее. Тя вярва, че тялото ѝ просто не го приема
- Много от обучаващите смятаха Айрин за страшна, защото не говори много. Тъй като диалектът ѝ е бил толкова силен, тя просто казвала „здравей“ и си отминавала
- Харесва тиха и удобна музика. Тя също харесва рок и балади
- Тя признава, че е несигурна за себе си и често ще пита хората около себе си дали се е справила добре или не
- Тя събира бележки, списания и всичко, което е лилаво
- Нейното сценично име Айрин идва от гръцката митология, което означава „богиня на мира“.[1]

## Филмография

### Телевизионни предавания
| Година | Заглавие                | Канал         | Роля    | Бележки     |
| ------ | ----------------------- | ------------- | ------- | ----------- |
| 2016   | Descendants of the Sun  | KBS2          | Себе си | епизод 16   |
| 2016   | Women at a Game Company | Naver TV Cast | Ah-reum | водеща роля |

### Хостинг
| Година      | Заглавие                             | Канал          | Бележки                                      |
| ----------- | ------------------------------------ | -------------- | -------------------------------------------- |
| 2015 – 2016 | Music Bank                           | KBS2 KBS World | с Park Bo-gum                                |
| 2016 – 2017 | Laundry Day                          | OnStyle        | епиздо 1 – 12                                |
| 2017        | Music Bank World Tour: Singapore     | KBS2 KBS World | с Park Bo-gum                                |
| 2017        | Music Bank World Tour: Jakarta       | KBS2 KBS World | с Park Bo-gum                                |
| 2017        | Korean Popular Culture & Arts Awards |                | с Jang Sung Gyu                              |
| 2017        | KBS Song Festival                    | KBS2           | Part I: с Jin (BTS), Sana (Twice) & Chanyeol |
| 2018        | SBS Super Concert in Taipei          | SBS            | с Mingyu (Seventeen)                         |
| 2019        | KBS Song Festival                    | KBS2           | с Jin-young (Got7)                           |

## Награди и номинации
| Година | Награждение              | Категория               | Номенирана работа | Резултат   |
| ------ | ------------------------ | ----------------------- | ----------------- | ---------- |
| 2015   | KBS Entertainment Awards | Best Newcomer (Variety) | Music Bank        | Номенирана |